# Dungeon Demo
The Dungeon Demo – trzecie nagranie demo brytyjskiego zespołu Radiohead, wydanemu w 1991 roku na kasecie audio. Nazwa tego dema pochodzi od studia, gdzie zostało ono nagrane. Choć tylko jeden utwór z tego nagrania doczekał się wydania płycie długogrającej, kaseta ta przekonała menedżerów Radiohead (wtedy znanego jeszcze jako On A Friday) do nagrania dema Manic Hedgehog.
Utwory "Give It Up" i "What Is That You Say" zostały (z niewielkimi zmianami) zaczerpnięte z poprzedniego dema zespołu. Piosenki te brzmiały lepiej z niż wcześniej z powodu użycia lepszego sprzętu do ich nagrania.
Utwór "Stop Whispering" ukazał się później na albumie Pablo Honey, tutaj obecna jest jego wczesna wersja.

## Lista utworów
| Nr | Tytuł                  |
| -- | ---------------------- |
| 1. | "Give It Up"           |
| 2. | "Stop Whispering"      |
| 3. | "What Is That You Say" |